# Temporada de furacões no oceano Atlântico de 2005
A temporada de furacões no oceano Atlântico de 2005 foi a segunda mais ativa temporada de furacões no Atlântico na história registrada, atrás de 2020, quebrando repetitivamente recordes anteriores. O impacto da temporada foi geral e ruinosa, com no mínimo 3.910 mortes e danos registrados de mais de 172 bilhões de dólares. Dos sistemas tropicais que fizeram landfall, ou seja, que atingiram diretamente a costa, cinco dos sete furacões 'maiores' - Dennis, Emily, Katrina, Rita e Wilma - foram responsáveis pela maior parte da destruição. Os estados mexicanos de Quintana Roo e Iucatã e dos estados dos Estados Unidos da Flórida e Luisiana foram atingidos por dois furacões cada; Cuba, as Bahamas, Haiti, além dos estados americanos do Mississippi, Texas, além do estado mexicano de Tamaulipas foram atingidos por um furacão 'maior' cada. Os efeitos mais catastróficos da temporada foram sentidos na costa do golfo dos Estados Unidos, onde uma maré de tempestade de 10 metros de altura do furacão Katrina causou enchentes devastadoras que inundaram Nova Orleans, Luisiana, e destruiu várias construções na costa do Mississippi. Outra intensa maré ciclônica foi sentida na Guatemala, onde o furacão Stan combinado com um sistema extratropical causou correntes de lama mortais.
A temporada começou oficialmente em 1 de junho de 2005 e durou até 30 de novembro, embora tenha persistido efetivamente até Janeiro de 2006 devido à atividade tropical continuada. Um número recorde de vinte e oito tempestades tropicais e subtropicais se formaram, dos quais um recorde de quinze sistemas se tornaram furacões. Destes, sete se fortaleceram para furacões 'maiores', sendo que um recorde de cinco sistemas tornaram-se furacões de categoria 4 e, destes, um recorde de quatro se tornaram furacões de categoria 5, a maior categorização da escala de furacões de Saffir-Simpson. Entre estas tempestades de categoria 5 estavam os furacões Katrina, o mais custoso ciclone tropical da história, e Wilma, o ciclone tropical atlântico mais intenso da história.

## Previsões sazonais
As previsões de atividade de furacões são emitidas antes de cada temporada de furacões pelo notado especialista em furacões Dr. William M. Gray e seus associados na Universidade do Estado do Colorado (UEC) e separadamente por meteorologistas da Administração Nacional Oceânica e Atmosférica (NOAA), do governo dos Estados Unidos. Antes e durante da temporada de 2005, o Dr. Gray emitiu quatro previsões, cada vez aumentando o nível previsto de atividade. A NOAA emitiu duas previsões, uma pouco antes da temporada e uma dois meses após o começo dela, aumentando drasticamente o nível previsto de atividade na segunda previsão. Apesar de tudo, todos os meteorologistas erraram suas previsões para bem abaixo da atividade real da temporada.

### Previsões de pré-temporada
Em 3 de Dezembro de 2004, a equipe do Dr. Gray emitiu a sua primeira previsão de longo prazo para a temporada de 2005, prevendo uma temporada ligeiramente acima da média. Além disso, a equipe previu chances grandemente aumentadas de um furacão maior atingir a costa Leste dos Estados Unidos e a península da Flórida. Embora a previsão previsse atividade acima da média, o nível de previsão foi significativamente menor do que a temporada de 2004. Em 1 de Abril de 2005, após a confirmação de que as condições de El Niño não se desenvolveriam, o Dr. Gray e sua equipe revisou a previsão de Dezembro para cima, esperando treze tempestades tropicais no lugar de onze, e sete furacões no lugar de seis. Além disso, a chance de uma tempestade atingir os Estados Unidos foi aumentada ligeiramente.
Em 16 de Maio de 2005, dezesseis dias antes da temporada começar, a NOAA emitiu a sua previsão para a temporada de 2005, prevendo uma chance de 70% de atividade tropical acima do normal. O valor de energia ciclônica acumulada (ECA) para a temporada foi prevista ser 120-190% do valor médio de ECA, estimado em 87,5 × 104 kt² Pouco depois, em 31 de Maio, um dia antes da temporada começar oficialmente, a equipe do Dr. Gray revisou a sua previsão de Abril para cima, sendo que foi prevista a formação de 15 tempestades dotadas de nome, 8 furacões e 4 furacões maiores.

### Previsões durante a temporada
Em 2 de Agosto, depois de uma atividade extraordinária durante o começo da temporada, a NOAA liberou uma previsão atualizada para o restante da temporada, subindo significativamente o nível esperado de atividade para cerca de o dobro daqueles de uma temporada normal. O valor de ECA foi agora previsto para ficar entre 180 a 270 % da média. A NOAA também notou uma certeza maior do que o normal na previsão de atividade acima do normal. Em 5 de Agosto de 2005, o Dr. Gray e seus associados fizeram o mesmo e emitiram sua previsão atualizada. Embora nem a NOAA nem o Dr. Gray nunca previssem níveis tão altos de atividade, mesmo nas previsões durante a temporada eles erraram para baixo o real nível de atividade. O valor real de ECA provaria ser 248 × 104 kt² - 277% da média.

## Sistemas

### Junho e Julho

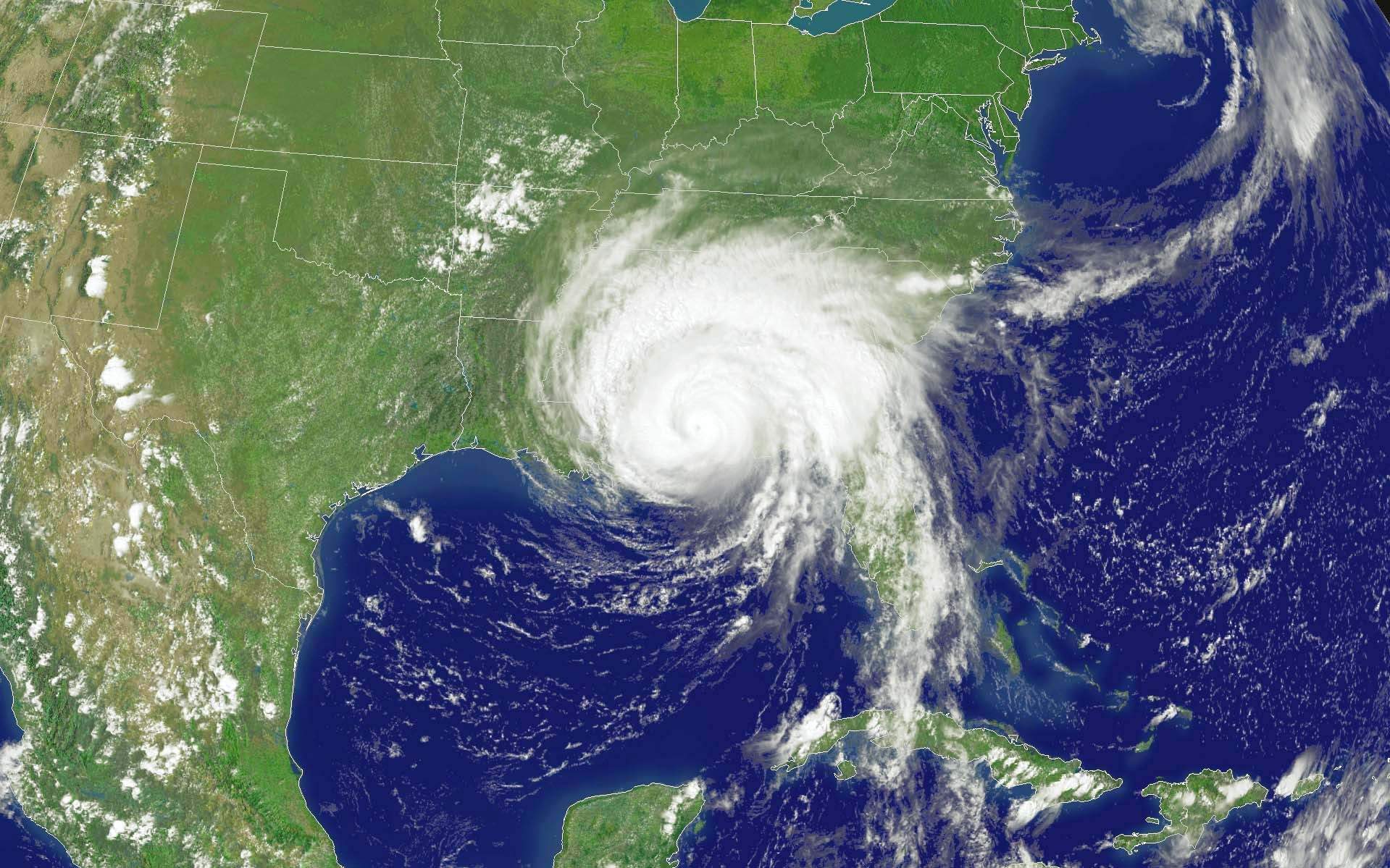
O furacão Dennis atingindo a Flórida

#### Tempestade tropical Arlene
Em 8 de Junho, quase dois meses antes do que quando a temporada de 2004 começou, a tempestade tropical Arlene formou-se no Caribe ocidental, cruzando Cuba antes de fazer landfall no Panhandle da Flórida em 11 de Junho. Arlene causou apenas danos moderados, embora um banhista fosse surpreendido por correntes de retorno e se afogasse em Miami Beach, Flórida.

#### Tempestade tropical Bret
A tempestade tropical Bret formou-se na baía de Campeche em 28 de Julho e fez landfall no estado mexicano de Veracruz na manhã seguinte. A tempestade danificou centenas de residências e causou enchentes que mataram duas pessoas.

#### Furacão Cindy
O furacão Cindy no golfo do México em 4 de Julho. Sendo tratado como uma tempestade tropical, Cindy fez landfall em Luisiana em 5 de Julho como um furacão mínimo, causando mais de 130 mm (5 pol.) de chuva, gerando vários tornados, causando inundações em algumas áreas costeiras, incluindo Coden, Alabama, e matando três pessoas. Cindy foi classificado para um furacão em análises pós-tempestade.

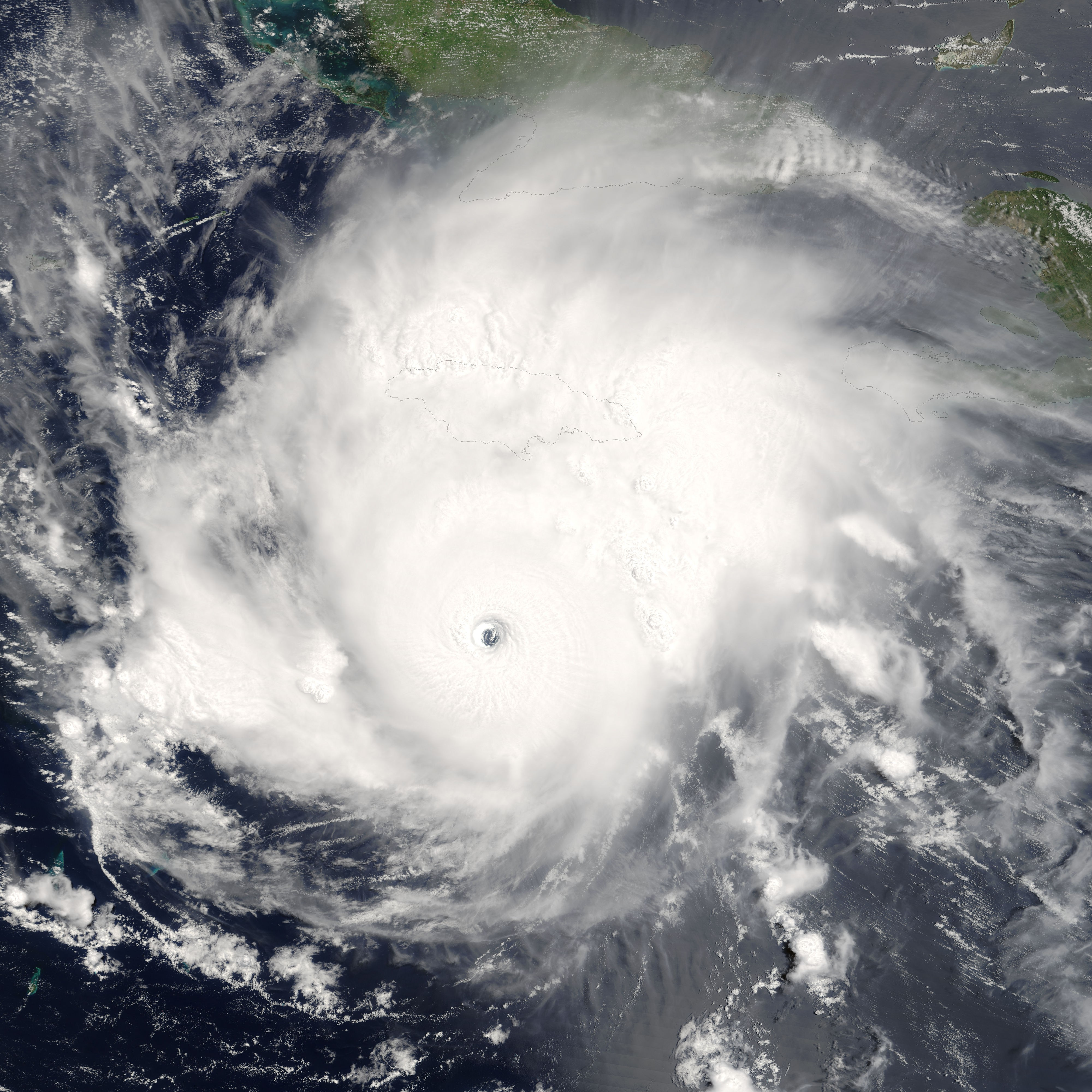
Imagem de satélite do furacão Emily perto de seu pico de intensidade

#### Furacão Dennis
Em 5 de Julho, o furacão Dennis formou-se no Caribe oriental; cruzou Granada antes de se intensificar num furacão de categoria 4, o ciclone tropical mais intenso já observado num mês de Julho no Atlântico, como uma pressão mínima de 930 mbar (hPa). Dennis atingiu Cuba com força total e então, fez seu landfall final no Panhandle da Flórida. Ou furacão matou 89 pessoas (a maioria no Haiti) e causou 4 a 6 bilhões de dólares em prejuízos em Cuba e nos Estados Unidos.

#### Furacão Emily
Logo depois, o Emily formou-se no Oceano Atlântico em 11 de Julho. Emily adentrou o mar do Caribe e rapidamente se intensificou para um furacão de categoria 4, quebrando o recorde do furacão Dennis como o ciclone tropical mais intenso no Atlântico num mês Julho quando sua pressão mínima alcançou 929 mbar (hPa). Emily então alcançou brevemente a intensidade de um furacão de categoria 5 - tornando-se o furacão de categoria 5 que mais cedo se formou numa temporada de furacões. Emily cruzou a Península de Iucatã como um furacão de categoria 4 antes de atingir o estado mexicano de Tamaulipas como um furacão de categoria 3. Emily matou no mínimo 14 pessoas através do curso de sua trajetória. Foram relatados danos estimados em 400 milhões de dólares.

#### Tempestade tropical Franklin
A tempestade tropical Franklin formou-se próximo às Bahamas em 18 de Julho. A tempestade seguiu para nordeste e tornou-se extratropical ao largo da costa do Canadá Atlântico sem mesmo tendo ameaçado a costa.

#### Tempestade tropical Gert
A tempestade tropical Gert formou-se logo depois a Franklin, em 24 de Julho. Gert atingiu o estado mexicano de Veracruz onde Emily tinha atingido poucos dias antes; cerca de 1.000 pessoas foram retiradas devido à ameaça de enchentes, mas nenhum dano ou fatalidade foi relatado.

### Agosto

#### Tempestade tropical Harvey
Como Julho, Agosto também teve um começo muito ativo: a tempestade tropical Harvey formou-se a sudoeste de Bermudas em 3 de Agosto. Harvey provocou chuvas leves em Bermudas assim que seguia para nordeste; tornou-se extratropical em 8 de Agosto no Oceano Atlântico aberto.

#### Furacão Irene
A depressão tropical que se tornaria o furacão Irene formou-se a oeste das ilhas do Cabo Verde em 4 de Agosto. O sistema seguiu para oeste e para o norte e não alcançou a força de furacão até 14 de Agosto, momento em que o sistema tornou-se o segundo furacão do tipo Cabo Verde da temporada. Irene começou a seguir para nordeste e alcançou brevemente a intensidade de um furacão de categoria 2 antes de se enfraquecer e se tornar extratropical em 18 de Agosto. Irene nunca representou uma ameaça para a costa.

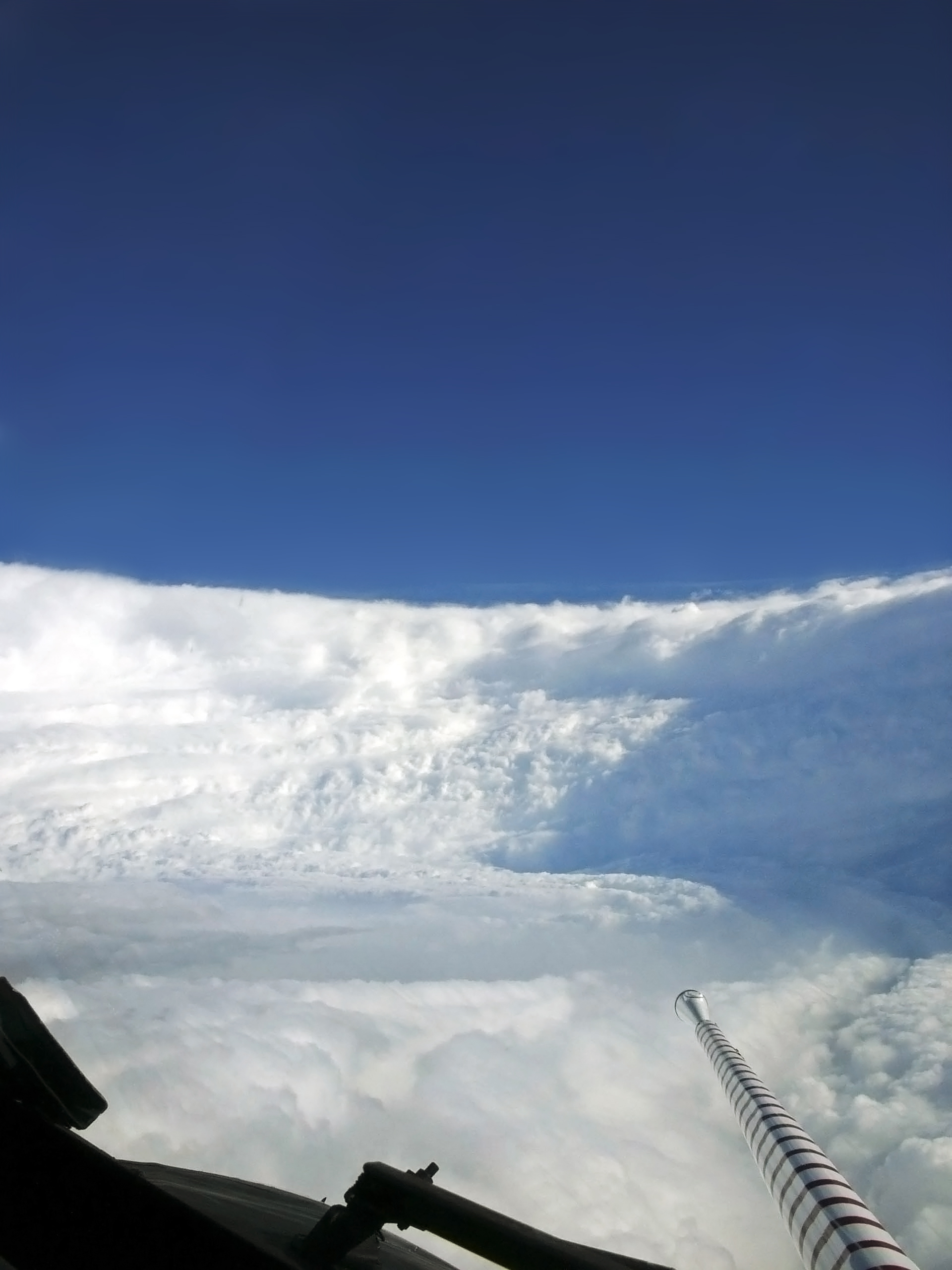
O olho do furacão Katrina como visto de um avião "caçador de furacão"

#### Depressão tropical Dez
A Depressão tropical Dez formou-se a leste das Pequenas Antilhas em 13 de Agosto. O sistema se dissipou no dia seguinte. Seus remanescentes logo se fundiram com outro sistema e contribuíram para a formação do furacão Katrina.

#### Tempestade tropical Jose
A Tempestade tropical Jose formou-se na baía de Campeche em 22 de Agosto. A tempestade intensificou-se velozmente mas rapidamente alcançou a costa e fez landfall no estado mexicano de Veracruz em 23 de Agosto, prevenindo uma maior intensificação. Jose forçou 25.000 pessoas a saírem de suas residências em Veracruz e matou seis pessoas no estado de Oaxaca; além disso, foram relatados mais dois desaparecidos. Ao todo, os danos no México causados pela tempestade chegaram a 45 milhões de dólares (valores em 2005).

#### Furacão Katrina
O furacão Katrina formou-se em meados de Agosto sobre as Bahamas. O sistema tornou-se uma tempestade tropical em 24 de Agosto e alcançou a intensidade de furacão antes de fazer landfall no sul da Flórida como um furacão mínimo. Algumas horas depois, a tempestade seguiu para o golfo do México e intensificou-se rapidamente num furacão de categoria 5 enquanto cruzava a corrente de Loop em 28 de Agosto. Katrina fez landfall em 29 de Agosto perto da foz do rio Mississippi como um furacão de categoria 3 extremamente grande. Maré ciclônica equivalente a um furacão de categoria 5 (já que Katrina tinha se enfraquecido somente algumas horas antes) causou danos catastróficos ao longo das costas da Luisiana, Mississippi e Alabama. Diques que separavam o lago Pontchartrain de Nova Orleans, Luisiana foram arrebentadas pela maré, inundando cerca de 80% da cidade. Danos por ventos foram relatados bem distante da costa, impedindo os esforços de ajuda. Katrina é estimado ser o responsável por no mínimo 81,2 milhões de dólares em prejuízos, fazendo do furacão o desastre natural mais custoso da história dos Estados Unidos. Katrina também foi o furacão mais mortífero nos Estados Unidos desde o furacão de Okeechobee de 1928, matando no mínimo 1.836 pessoas.

#### Tempestade tropical Lee
A Tempestade tropical Lee formou-se no Oceano Atlântico aberto em 31 de Agosto, mas dissipou-se alguns dias depois sem ameaçar a costa.

### Setembro

O furacão Ophelia ao largo da costa da Carolina do Norte

#### Furacão Maria
O Furacão Maria formou-se no começo de setembro, formando-se como uma tempestade tropical bem a leste das Pequenas Antilhas em 2 de Setembro. Maria alcançou seu pico de intensidade como um furacão de escala de furacões de Saffir-Simpson em 5 de Setembro, seguindo para nordeste e se enfraquecendo antes de se tornar extratropical em 10 de Setembro. Inusitadamente, a tempestade extratropical remanescente de Maria fortaleceu-se assim que seguia para Islândia; seus remanescentes atingiram a Noruega onde uma pessoa foi morta num deslizamento de terra.

#### Furacão Nate
O Furacão Nate formou-se a sudoeste de Bermudas em 5 de Setembro e seguiu para nordeste assim que se fortaleceu para um forte furacão de categoria 1. Nate tornou-se extratropical em 10 de Setembro; a tempestade nunca se aproximou da costa, embora tenha interferido a rota de alguns navios da marinha canadense que seguia para a costa do golfo dos EUA para ajudar nos esforços de ajuda contra os efeitos de Katrina.

#### Furacão Ophelia
O furacão Ophelia como uma depressão tropical nas Bahamas em 6 de Setembro e quase que imediatamente fez landfall em Grand Bahama. O sistema tornou-se uma tempestade tropical ao largo da costa da Flórida antes de se fortalecer para um grande furacão de categoria 1 e seguir para a costa sul da Carolina do Sul, causando lá fortes ventos e maré ciclônica em 12 e 13 de Setembro. O olho do furacão nunca atingiu a costa e seguiu para o mar aberto antes de se tornar extratropical em 17 de Setembro e atingir o Canadá Atlântico. Os danos foram estimados em aproximadamente 70 milhões de dólares.

#### Furacão Philippe
O furacão Philippe formou-se a leste das Pequenas Antilhas em 17 de Setembro e seguiu para o norte, alcançando a intensidade equivalente a um furacão de categoria 1 antes de se enfraquecer e finalmente se dissipar em 23 de Setembro. Nenhuma terra emersa foi afetada.

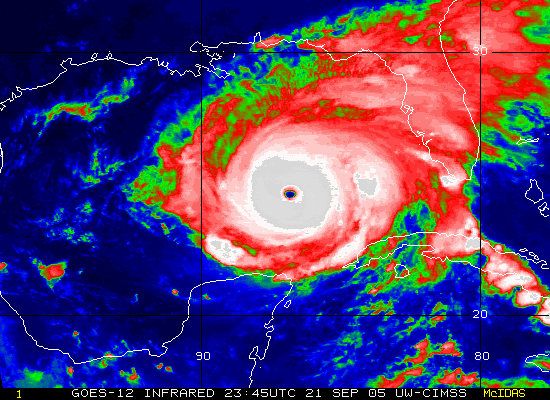
Imagem em infravermelho do furacão Rita

#### Furacão Rita
O furacão Rita formou-se como uma depressão tropical sobre as ilhas Turcas e Caicos em 18 de Setembro. A tempestade alcançou a intensidade equivalente a um furacão de categoria 2 assim que seguia ao sul de Florida Keys em 20 de Setembro. A rápida intensificação continuou assim que Rita seguiu para o golfo do México e o furacão tornou-se um furacão de categoria 5 em 21 de Setembro, tornando-se o terceiro (posteriormente caindo para quarto) ciclone tropical mais intenso já visto na bacia do Oceano Atlântico. Rita fez landfall perto da divisa dos estados do Texas e Luisiana em 24 de Setembro. Enchentes severas foram relatadas em Port Arthur e em Beaumont, enquanto que as paróquias de Cameron e Calcasieu na Luisiana foram devastadas. Plataformas petrolíferas no caminho de Rita também sofreram sérios danos. Rita causou seis mortes diretas e os danos totais causados pelo furacão foram estimados em 10 bilhões de dólares. Rita também causou a morte indireta de 113 pessoas, a maior parte devido ao êxodo massivo de Houston, Texas e dos condados na vizinhança.

### Depressão tropical Dezenove
A Depressão tropical Dezenove formou-se a oeste das ilhas do Cabo Verde em 30 de Setembro mas se dissipou em 2 de Outubro sem ter ameaçado a costa.

### Outubro

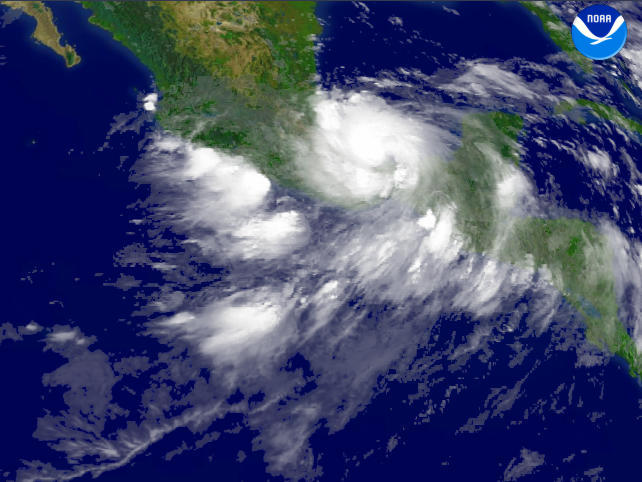
O Furacão Stan pouco antes de atingir Veracruz

#### Furacão Stan
O furacão Stan foi a primeira tempestade a se formar em Outubro, alcançando a intensidade de uma tempestade tropical em 2 de Outubro pouco antes de cruzar a península de Iucatã. Na baía de Campeche, Stan alcançou brevemente a intensidade de furacão antes de fazer landfall ao sul da cidade de Veracruz, em 4 de Outubro. Stan foi parte de um grande sistema de tempestades que causou chuvas torrenciais que causaram enchentes e correntes lama de catastróficas no sul do México e na América Central. Mais de 1.000 mortes foram causadas pelas enchentes, sendo que 80 a 100 foram atribuídas diretamente a Stan.

#### Tempestade subtropical sem nome
Uma tempestade subtropical sem nome que anteriormente foi despercebido foi descoberto pelo NHC durante as análises pós-temporada. Esta tempestade subtropical formou-se em 4 de Outubro ao sul dos Açores e foi absorvido por uma baixa extratropical no dia seguinte, após passar sobre aquelas ilhas.

#### Tempestade tropical Tammy
A tempestade tropical Tammy teve uma breve existência antes de fazer landfall no nordeste da Flórida em 5 de Outubro. Tammy causou chuvas fortes sobre porções do sudeste dos Estados Unidos antes de se fundir com um sistema frontal que causaria as enchentes no nordeste dos Estados Unidos de Outubro de 2005.

#### Depressão subtropical Vinte e dois
A Depressão subtropical Vinte e Dois formou-se a sudeste de Bermudas em 8 de Outubro. O sistema dissipou-se no dia seguinte, embora seus remanescentes se aproximassem da Nova Inglaterra e contribuíram para o agravamento das enchentes no nordeste dos Estados Unidos de Outubro de 2005.

#### Furacão Vince
O furacão Vince formou-se sobre águas frias não-favoráveis no Atlântico nordeste perto da ilha da Madeira em 8 de Outubro como uma tempestade subtropical. O NHC somente começou a monitorar o sistema em 9 de Outubro quando se tornou totalmente tropical e pouco depois, tornou-se brevemente um furacão. A tempestade fez um landfall extremamente anormal na Espanha em 11 de Outubro, fazendo do sistema o segundo ciclone (sub)tropical a fazer landfall na Europa(Houve um furacão na Espanha em 1842).

#### Furacão Wilma
O furacão Wilma formou-se em 17 de Outubro no oeste do Caribe, a sudoeste da Jamaica e fortaleceu-se rapidamente. Em 19 de Outubro, Wilma tornou-se o mais intenso ciclone tropical na história no oceano Atlântico, com ventos máximos sustentados de 295 km/h e uma pressão central mínima de 882 mbar (hPa). O furacão seguiu lentamente e atingiu Quintana Roo em 22 de Outubro como um furacão de categoria 4, causando danos severos em Cancún e em Cozumel. Após seguir para o golfo do México, Wilma mudou sua direção de deslocamento significativamente e passou sobre o norte de Cuba antes de atingir o sul da Flórida em 24 de Outubro como um furacão de categoria 3. Mais tarde, Wilma seguiu para o oceano Atlântico e tornou-se extratropical. Wilma causou diretamente 23 fatalidades; danos totais foram estimados em aproximadamente 29 bilhões de dólares, principalmente nos Estados Unidos, México e Cuba.

#### Tempestade tropical Alpha
A tempestade tropical Alpha formou-se no leste do caribe em 22 de Outubro e atingiu a ilha de Hispaniola, causando severas enchentes antes de se fundir com o furacão Wilma. Um total de 42 pessoas morreram devido à passagem da tempestade pelo Haiti e pela República Dominicana.

#### Furacão Beta
O furacão Beta formou-se no sul do Caribe em 26 de Outubro e fortaleceu-se para um furacão de categoria 3 antes de fazer landfall nas ilhas colombianas de San Andrés e Providencia e em Nicarágua em 30 de Outubro. Até 2006, relatos de danos ou fatalidades ainda não tinham sido liberados ao público.

### Novembro, Dezembro e Janeiro

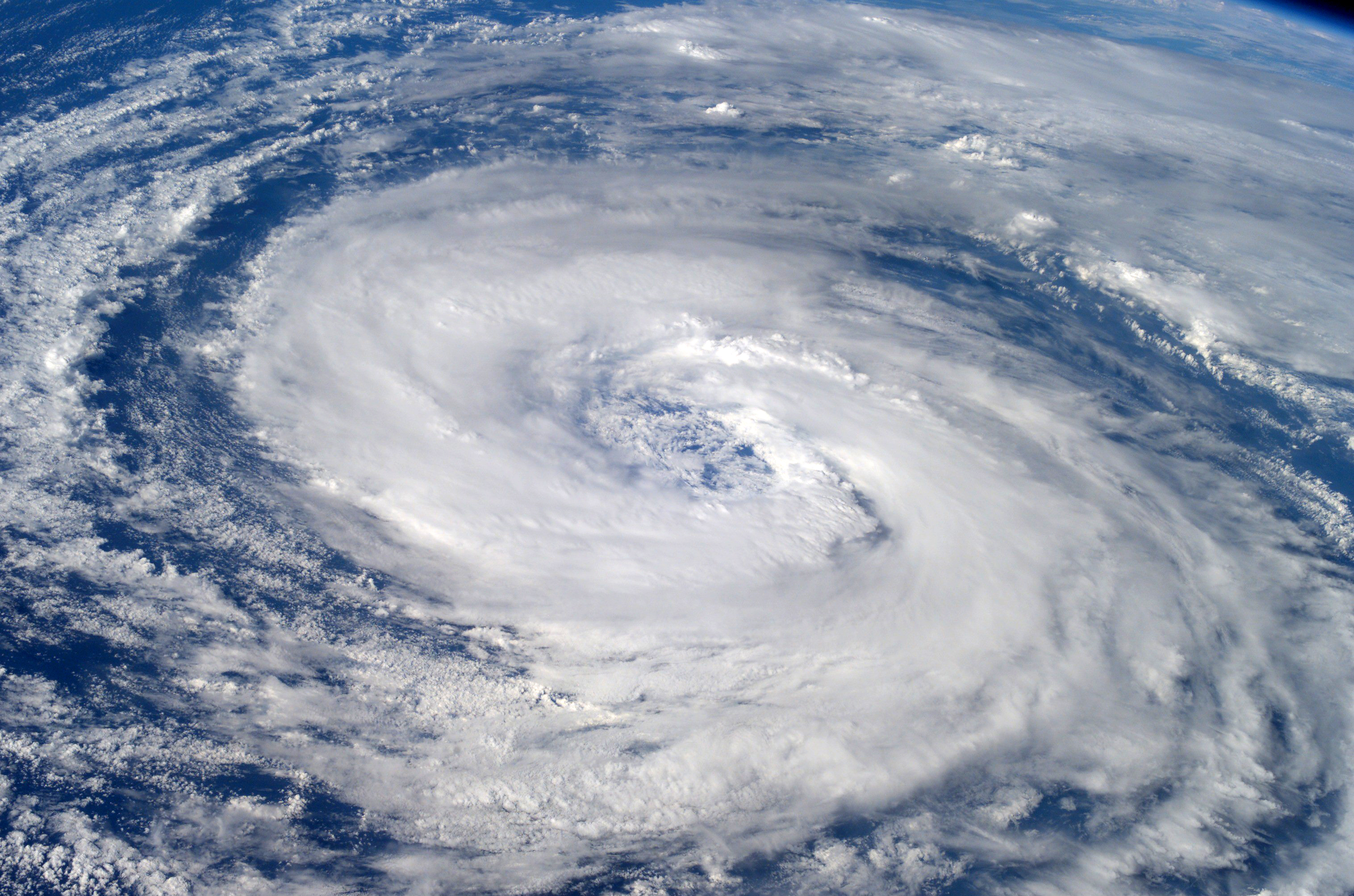
O furacão Epsilon visto da Estação Espacial Internacional

#### Tempestade tropical Gamma
A atividade tropical declinou apenas muito lentamente assim que a temporada se encaminhava para o seu final. A tempestade tropical Gamma formou-se inicialmente em 15 de Novembro no Caribe central, e degenerou-se numa onda tropical antes de se reformar. Embora o sistema tenha se dissipado em 20 de Novembro sem ter feito landfall, as chuvas de Gamma causaram 41 mortes em Honduras e em Belize.

#### Tempestade tropical Delta
A tempestade tropical Delta formou-se no leste do Atlântico norte em 23 de Novembro; aproximou-se mas nunca alcançou a força de um furacão. Delta tornou-se extratropical em 28 de Novembro pouco antes de atingir as ilhas Canárias com força total, causando sete mortes e destruiu El Dedo de Dios, uma formação rochosa inusitada da costa de Gran Canária.

#### Furacão Epsilon
O furacão Epsilon formou-se como uma tempestade tropical em 29 de Novembro num ambiente hostil no meio do Atlântico norte. O sistema alcançou a intensidade de furacão em 2 de Dezembro e desafiou todas as previsões meteorológicas quanto persistiu por mais de uma semana antes de se dissipar.

#### Tempestade tropical Zeta
A tempestade tropical Zeta tornou-se a última tempestade da temporada quando formou-se em 30 de Dezembro, seis horas antes de quebrar o recorde de formação mais tardia de um sistema tropical dotado de nome numa temporada. Zeta dissipou-se em 6 de Janeiro de 2006, tendo se tornado o sistema tropical com o maior tempo de existência durante um mês de Janeiro na bacia atlântica na história.

## Mortes e danos

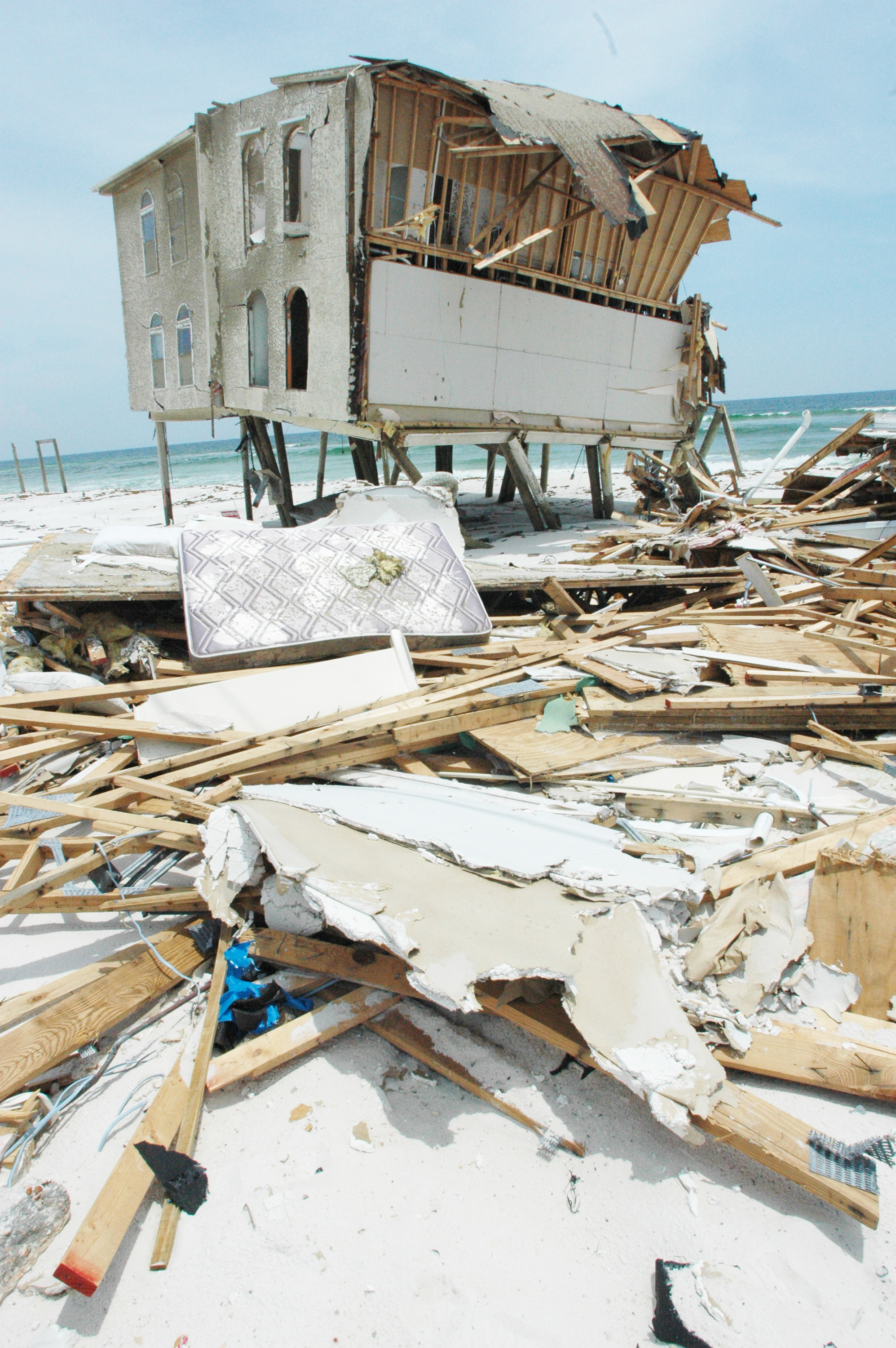
Danos em Navarre Beach, Flórida, causados pelo furacão Dennis

Os sistemas tropicais da temporada foram extraordinariamente arrasadores e foram responsáveis por significativas perdas de vidas. Os danos totais são estimados em $100 bilhões de dólares (valores em 2005), e no mínimo 2.280 pessoas foram confirmadas mortas. A área mais atingida foi a costa do golfo dos Estados Unidos entre o leste do Texas ao Panhandle da Flórida. O primeiro a atingir a área foi o furacão Dennis, que causou 2,23 bilhões de dólares em prejuízos ao longo do Panhandle da Flórida. O furacão Katrina causou danos catastróficos à costa do golfo, devastando uma grande porção da costa ao longo da Luisiana, Mississippi e Alabama com uma maré ciclônica de 9 m. Os danos causados pelo vento foram relatados em áreas distantes da costa, prejudicando os esforços de ajuda. A maré ciclônica também colapsou diques na cidade de Nova Orleans, Luisiana, inundando cerca de 80% da cidade. Os danos totais foram estimados em 81,2 bilhões de dólares e no mínimo 1.836 pessoas foram mortas pelo furacão; Katrina é o furacão mais custoso da história dos Estados Unidos, ultrapassando o furacão Andrew de 1992. Katrina também é o furacão mais mortífero nos Estados Unidos desde 1928. O furacão Rita atingiu praticamente a mesma área, causando novas enchentes em Nova Orleães (embora fosse muito menos do que Katrina fez) e causou danos extensivos ao longo das costas da Luisiana e do Texas; os danos totais são estimados em cerca de 10 bilhões. A tempestade tropical Arlene e o furacão Cindy também atingiram a costa do golfo mas causaram danos bem mais leves.

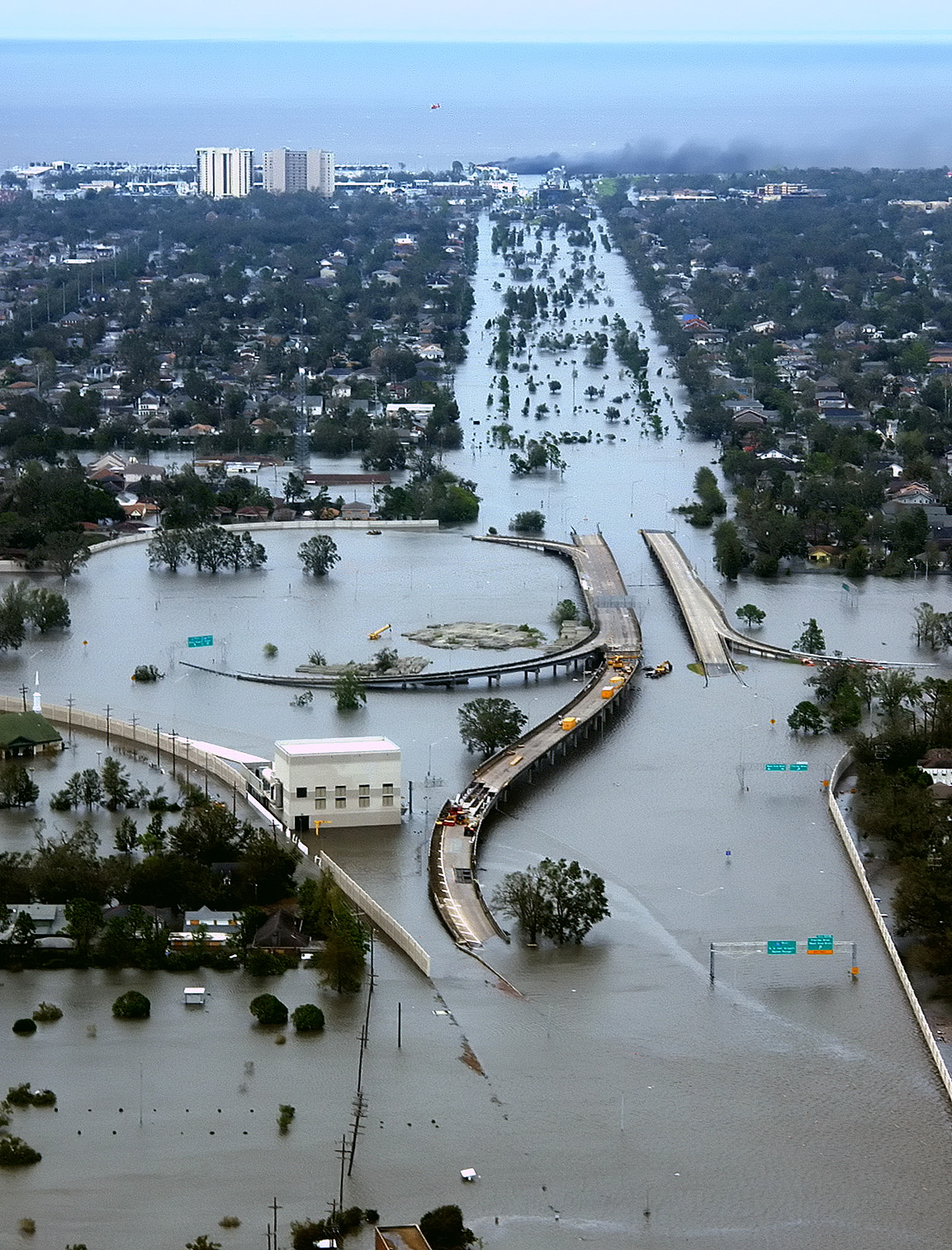
Enchentes em Nova Orleans causados pelo furacão Katrina

O estado mexicano de Quintana Roo também foi duramente atingido, sofrendo bilhões de dólares em danos quando os furacões Emily e Wilma fizeram landfall entre Cozumel e Cancún. Wilma foi particularmente devastador, varrendo a área com ventos equivalentes a de um furacão 'maior' por mais de 24 horas e foi possivelmente o furacão mais devastador na história do México.
Wilma também causou danos generalizados no sul da Flórida, causando cerca de 20,6 bilhões de dólares somente nos Estados Unidos. Os furacões Katrina e Rita tinham atingido a mesma área antes, causando menos (mais ainda significativos) danos, e a tempestade tropical Arlene matou uma pessoa devido às correntes de retorno. O furacão Dennis também afetou a área quando seguia para o norte.
Em Outubro, áreas de instabilidades remanescentes da tempestade tropical Tammy e da depressão subtropical Vinte e Dois se associaram sobre o Nordeste dos Estados Unidos causando intensas enchentes.
O sudeste da Carolina do Norte sofreu alguns danos do lento furacão Ophelia; os danos totais daquela tempestade foram originalmente estimados em 1,6 bilhão de dólares, mas se finalizaram em apenas 70 milhões. O restante da costa atlântica americana escapou das grandes tempestades, embora algumas regiões fossem afetadas por áreas de instabilidade remanescentes de várias tempestades (incluindo Katrina, Ophelia, Tammy, a depressão subtropical 22 e Wilma).
O nordeste do México, incluindo Veracruz e Tamaulipas, foi atingido repetitivamente. O furacão Emily atingiu Tamaulipas diretamente, causando danos severos. As tempestades tropicais Bret, Gert e Jose também fizeram landfall na área, mas causaram apenas danos mínimos, embora tenham causado 12 fatalidades.
O sul do México. juntamente com porções da América Central, sofreu fortes enchentes de correntes de lama do furacão Stan e algumas tempestades não-tropicais próximas. No total, mais de 2.000 pessoas foram confirmadas mortas, sendo que algumas cidades foram completamente arrasadas, embora a maior parte destas mortes não esteja associada diretamente ao furacão. A América Central também sofreu enchentes causadas pela tempestade tropical Gamma e o furacão Wilma. A Nicarágua foi atingida diretamente pelo furacão Beta. Não ficaram disponíveis os danos totais causados por estas tempestades.
A ilha de Hispaniola escapou da fúria dos principais furacões; no entanto, no mínimo 89 pessoas foram mortas no Haiti dos efeitos do furacão Dennis, de Wilma e da tempestade tropical Alpha.
Cuba foi atingido pelo furacão Dennis durante seu pico de intensidade, causando 1,4 bilhão de dólares em danos; foi o pior furacão a atingir Cuba em 40 anos. Algumas áreas da ilha cubana também sofreram fortes danos dos furacões Rita e Wilma.
Impactos anormais foram sentidos na Europa e nas ilhas próximas causadas por quatro tempestades. O furacão Maria intensificou-se e atingiu o norte da Europa como um intenso ciclone extratropical. O furacão Vince manteve características tropicais enquanto atingia a Península Ibérica como uma fraca depressão tropical. A tempestade tropical Delta atingiu as ilhas Canárias pouco depois de se tornar um ciclone extratropical, causando danos extensivos antes de atingir Marrocos como uma fraca tempestade extratropical. Além disso, os Açores foram afetados por uma tempestade subtropical sem nome durante seu pico de intensidade. Dez pessoas morreram destas tempestades e danos significativos foram relatados como resultado da passagem de Maria e de Delta, embora não tenha dados disponíveis.
Nenhum dano significativo foi sentido como resultado das passagens de Franklin, Harvey, Irene, depressão tropical 10, Lee, Nate, Philippe, depressão tropical 19, Epsilon ou Zeta.

## Impacto econômico

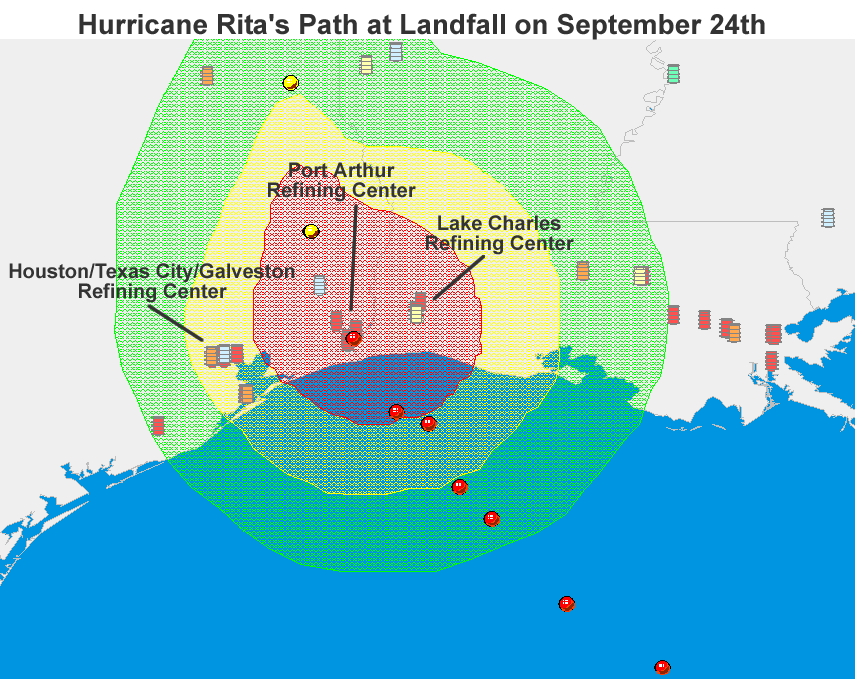
O furacão Rita durante o landfall, juntamente com a localização de várias refinarias petrolíferas

O nível de atividade da temporada teve consequências de longo alcance. Devido à vulnerabilidade da capacidade de extração e do refinamento de petróleo no golfo do México, as tempestades levaram a picos especulativos nos preços do petróleo cru. Os danos à capacidade de refinamento nos Estados Unidos causaram ao preço da gasolina a subir para preços recordes (mesmo quando ajustada a inflação). Governos na Europa e nos Estados Unidos tiveram que recorrer às reservas estratégicas de gasolina e de petróleo. Interrupções no fornecimento de combustíveis foram relatadas nos dias após a passagem do furacão Katrina em áreas fortemente dependentes do refino da gasolina no golfo do México. Mesmo semanas após a tempestade, os preços continuaram elevados assim que a produção de petróleo continuava a ter mais de um milhão de barris a menos do que a produção normal por dia.
O furacão Rita danificou poços de petróleo no oeste do golfo do México que eram primariamente exploradores, levando a preocupações que a produção futura seria diminuída por algum tempo. Além disso, assim que a tempestade esteve ativa no golfo, meteorologistas previram que o sistema atingiria Houston, Texas, o local de muitas grandes refinarias petrolíferas que sobreviveram à passagem de Katrina, levando a mais picos dos preços do petróleo antes das previsões mudarem. Na Geórgia, o governador Sonny Perdue declarou "dias de neve" em 26 e 27 de Setembro de 2005 em todas as escolas públicas da Geórgia para conservar o combustível dos ônibus escolares como preparativo aos impactos de Rita. No entanto, assim que a tempestade se desviou do seu caminho para Houston pouco antes do landfall, os danos à capacidade refinadora não foram tão grandes como temido.
A agricultura em vários países foi duramente atingida pelas chuvas extremamente fortes de várias tempestades durante a temporada. No começo da temporada, o furacão Dennis causou danos significativos a várias plantações cítricas e de hortaliças em Cuba, embora os danos não fossem permanentes. Na América Central, o furacão Stan e suas tempestades não-tropicais associadas causaram precipitações de mais de 500 mm, causando, além das severas enchentes e correntes de lama, grandes danos a plantações, especialmente às plantações de banana e de café, que estavam praticamente prontas para serem colhidas. Isto causou uma grande crise econômica na Guatemala e nas nações vizinhas, já que a economia rural é altamente dependente das plantações de café e de banana. Quando o furacão Beta atingiu a Nicarágua mais tarde na temporada, também causou grandes danos à plantações de banana, mas a maior parte da produção já havia sido colhida, evitando assim uma crise econômica.
Katrina também teve consequências políticas significativas, quando o presidente dos Estados Unidos, George W. Bush, a governadora da Luisiana, Kathleen Blanco, e o prefeito de Nova Orleans, Ray Nagin, foram alvos de muitas críticas, pelos quais foram considerados inertes ou reagiram inapropriadamente aos efeitos do furacão Katrina. Em 14 de Dezembro de 2005, ouvidores congregacionais começaram a investigar se estas declarações tinham algum mérito. Além disso, Michael Brown, o líder da Agência Federal de Gerenciamento de Emergências (FEMA) dos Estados Unidos, foi forçado a renunciar de seu posto após a organização ficar sob severas críticas pelas quais foi percebido uma resposta insuficiente aos efeitos de Katrina.

## Incertezas das previsões

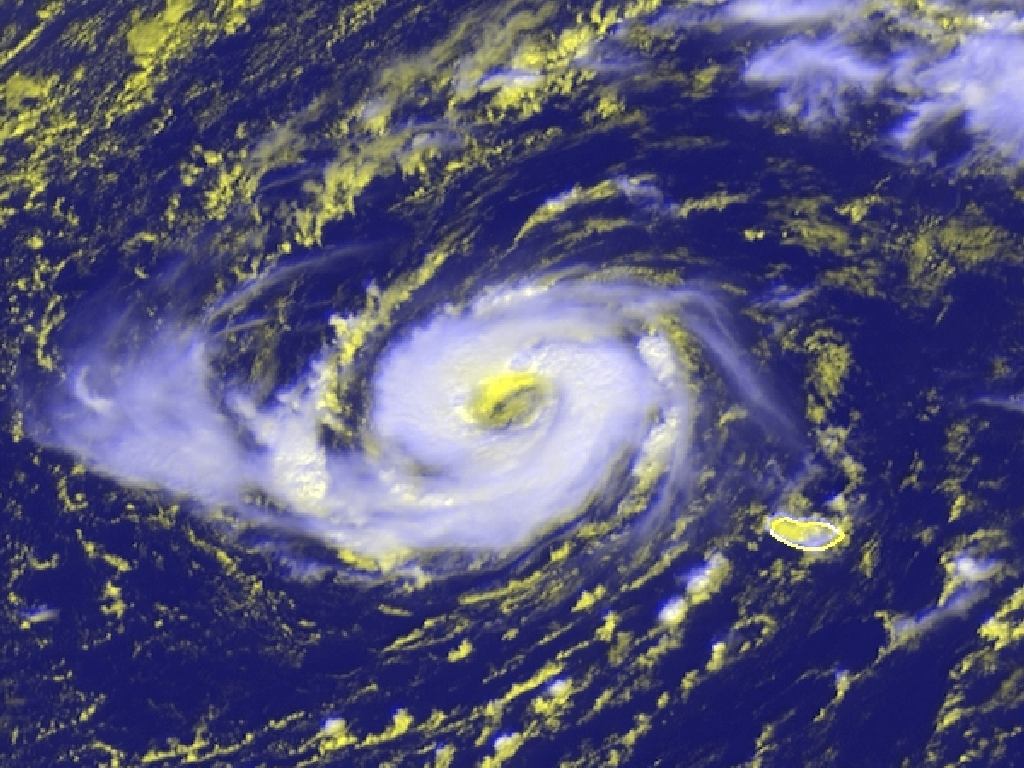
O furacão Vince formou-se sobre águas frias do nordeste do Atlântico

Várias tempestades que se formaram em 2005 exibiram um comportamento anormal e desafiaram as habilidades dos meteorologistas a fazerem previsões corretas. O furacão Vince formou-se mais ao nordeste do Atlântico do que qualquer outro ciclone tropical na história e então inesperadamente alcançou a intensidade de furacão sobre águas consideradas muito frias para suportar a atividade de um furacão. O furacão Wilma tornou-se o furacão que se intensificou mais rapidamente na história e depois se intensificou inesperadamente mesmo com a presença de forte vento de cisalhamento.
A tempestade tropical Delta, o furacão Epsilon e a tempestade tropical Zeta formaram-se em águas frias no Atlântico nordeste já no final da temporada. Estas três tempestades formaram-se sobre águas tão frias como as águas sob o furacão Vince (embora em latitudes mais baixas), e persistiram mesmo com a presença de forte cisalhamento do vento e Epsilon conseguiu alcançar a intensidade de furacão mesmo com águas bem abaixo da temperatura ideal para a formação de um ciclone tropical. Epsilon também tornou-se o ciclone tropical com intensidade de furacão mais duradouro num mês de Dezembro enquanto que Zeta se tornou a tempestade tropical mais duradoura num mês de Janeiro.

## Recordes e eventos notáveis
A temporada de 2005 quebrou vários recordes de atividade tropical, embora os recordes antes de 1944 sejam incompletos.

### Número de tempestades
Durante a temporada, 28 tempestades se formaram (27 nomeadas e 1 não-nomeada), ultrapassando quase todos os recordes de formação de tempestades no Atlântico. Mais tempestades tropicais, furacões e furacões de categoria 5 se formaram na temporada de 2005 do que nas temporadas que detinham anteriormente os recordes; somente o número de furacões maiores não foi batido pela temporada de 2005, que ainda continua com a temporada de 1950.
A temporada de 2005 foi a primeira temporada a usar nomes começados com "V" e "W", e quando a lista oficial de nomes da temporada de 2005 acabou com o uso de Wilma, os meteorologistas tiveram que recorrer às letras do alfabeto grego pela primeira vez (embora Alpha e Delta já tivessem sido usados para tempestades subtropicais na década de 1970).
Quase toda tempestade em 2005 bateu o recorde de formação mais antecipada. Das vinte e oito que se formaram, vinte e dois deles qualificam-se como os detentores dos recordes de formação mais antecipada, considerando-se as letras, começando com o furacão Dennis. Quase toda tempestade nomeada após Dennis também detém o recorde de formação mais antecipada.

### Tempestades intensas
Três dos seis furacões mais intensos no Atlântico formaram-se em 2005, sendo que o furacão Wilma tornou-se o mais intenso furacão atlântico na história quando alcançou seu pico de intensidade com uma pressão mínima central de 882 mbar, quebrando um recorde que pertencia ao furacão Gilbert, que já perdurava por 17 anos. Os furacões Emily, Katrina e Rita também alcançaram a intensidade equivalente a um furacão de categoria 5, sendo que Rita e Katrina se tornaram o quarto e o sexto furacões mais intensos no Atlântico, respectivamente. O furacão Emily não foi classificado operacionalmente como um furacão de categoria 5, mas foi classificado como tal em análises pós-tempestade pelo Centro Nacional de Furacões. A temporada de 2005 é a única temporada na história a ter quatro furacões de categoria 5 na escala de furacões de Saffir-Simpson; o recorde anterior era de somente dois. Além disso, juntamente com o furacão Dennis, a temporada de 2005 teve cinco furacões de categoria 4 ou mais, batendo o recorde anterior da 1999.

### Intensidade e atividade tropical prematura
Em Julho, o furacão Dennis tornou-se o furacão mais intenso a se formar antes de Agosto e também o furacão de categoria 4 que se formou mais antecipadamente numa temporada do Caribe. Quando o Emily alcançou a intensidade de um furacão de categoria 5 mais tarde naquele mês, a temporada de 2005 tornou-se a única temporada a ter dois furacões que alcançaram pelo menos a intensidade equivalente a um furacão de categoria 4 antes do fim do mês de Julho; Emily também quebrou o recorde de Dennis, de apenas nove dias, do furacão mais intenso no Atlântico antes do mês de Agosto. Emily também foi o primeiro furacão de categoria 5 a se formar em julho e também sendo o furacão de categoria 5 que mais antecipadamente se formou numa temporada (quebrando o recorde do furacão Allen). O alto nível de atividade e de intensidade foi refletida no valor da energia ciclônica acumulada no fim de Julho; o valor 63 x 104 x kt² foi o mais alto para um mês de Julho.
Além disso, sete tempestades formara-se antes do fim de Julho, quebrando o recorde de cinco estabelecidos pelas temporadas de 1887, 1933, 1936, 1959, 1966 e 1995. Cinco destas tempestades formaram-se durante o mês de Julho, o que também um novo recorde.

### Atividade tardia
Após se formar em 29 de Novembro, o furacão Epsilon tornou-se o furacão mais duradouro num mês de Dezembro na história quando manteve a intensidade de um furacão entre 2 a 7 de Dezembro. Epsilon é também o terceiro furacão mais intenso no Atlântico num mês de Dezembro; somente o furacão Nicole de 1998 e uma tempestade sem nome na temporada de 1925 foram mais intensos.
Quando a tempestade tropical Zeta formou-se em 30 de Dezembro, tornou-se o segundo ciclone tropical de formação mais tardia numa temporada, perdendo apenas para o furacão Alice (que também se formou em 30 de Dezembro de 1954, mas seis horas depois no dia). Zeta também se tornou o segundo ciclone tropical Atlântico, juntamente com Alice, a persistir durante o fim do ano e estar ainda ativo no começo do outro. Além disso, Zeta foi o ciclone tropical mais duradouro a cruzar o ano novo e também o mais duradouro ciclone tropical num mês de Janeiro no Atlântico.

## Nomes das tempestades
30 ciclones tropicais formaram-se durante o ano de 2005 no Oceano Atlântico norte. A lista usada para o ano de 2005 esgotou-se antes do término da temporada, o que obrigou ao Centro Nacional de Furacões (NHC) a nomear os últimos seis ciclones com letras do alfabeto grego. A lista é a mesma que foi usada durante a temporada de 1999, exceto Franklin e Lee, que substituíram, respectivamente, Floyd e Lenny. Os nomes que não foram retirados desta lista serão usados novamente na temporada de furacões no oceano Atlântico de 2011. Os nomes Franklin, Lee, Maria, Nate, Ophelia, Philippe, Rita, Stan, Tammy, Vince, Wilma, Beta, Gama, Epsilon e Zeta foram usados pela primeira vez durante a temporada de 2005. (alfa e delta foram usados na temporada de 1972) Vince e Wilma foram os primeiros nomes usados para nomear ciclones tropicais que começam com "V" e com "W" na bacia do Atlântico.
| - Arlene - Bret - Cindy - Dennis - Emily - Franklin - Gert | - Harvey - Irene - Jose - Katrina - Lee - Maria - Nate | - Ophelia - Philippe - Rita - Stan - Tammy - Vince - Wilma | - Alfa - Beta - Gama - Delta - Epsilon - Zeta |

### Retirada dos nomes
Na primavera de 2006 (Hemisfério norte), a Organização Meteorológica Mundial (OMM) retirou cinco nomes de furacões: Dennis, Katrina, Rita, Stan e Wilma. Seus substitutos na temporada de 2011 serão Don, Katia, Rina, Sean e Whitney, respectivamente.
Isto também significa um novo recorde para a temporada de 2005, que bateu o recorde anterior do número de nomes de furacões retirados após uma única temporada, que era de quatro nomes retirados nas temporadas de 1955, 1995 e 2004.